# Hotel Harasov
Hotel Harasov se nachází v Kokořínském údolí u rybníka Harasov a zříceniny hrádku Harasov na katastrálním území Janova Ves obce Kokořín v okrese Mělník. Hotel, postavený v roce 1921 na objednávku knížete Bedřicha Lobkowicze z mělnické větve Lobkoviců, je chráněný jako kulturní památka.

## Hotel Harasov
Výstavný hotel u rybníka Harasov (též Novomlýnská nebo Harasovská tůň) byl otevřen v roce 1912. První hosty přivítal harasovský hotel, který nechal postavit kníže Bedřich Lobkowicz, v červenci roku 1912. Hotel byl postaven (známým mělnickým stavitelem Karlem Novákem) tak, že přesně kopíroval zatáčku podél skály, ve které stojí. Hlavní trakt měl dvě poschodí a k němu se připojovala dvě boční křídla. V prvním patře bylo deset pokojů, ve druhém pět a odtud vedl visutý most k pískovcovým skalám. 
Hotel byl exkluzivní. Nabízel 26 moderně zařízených pokojů s balkóny. Velký Máchův sál pak sloužil jako místo, kde se všichni hosté scházeli. Kuchyně hotelu byla prý výborná a ceny mírné, pro hosty byl dostupný telefon, což bylo velmi moderní. Hotel byl pojmenován po nedalekém zaniklém hrádku Harasov, později se tímto názvem začalo označovat i blízké okolí hotelu, který rychle vyprodával všechny pokoje na rok dopředu. Přijížděly sem i velké filmové hvězdy, jako například Oldřich Nový. Ten si místní prostředí doslova zamiloval.
Hotel byl zapsán jako kulturní památka do státního seznamu před rokem 1988, památkově chráněn je od 3.5.1958 (katalogové číslo: 1000138431, památková ochrana: KP, číslo ÚSKP: 27202/2-3728). Památka je popsána jako zděný patrový objekt původního hotelu obdélného půdorysu se středovým zvýšeným rizalitem, krytý valbovou střechou. Hlavní průčelí je otevřeno arkádami, v patře zastřešenými terasami. Budova vznikla na přelomu 19. a 20. st.
Po dobu komunistické éry byl neveřejný a sloužil jako rekreační středisko. Po revoluci byl vrácen původním majitelům, později hotel vlastnila společnost registrovaná jako Harasov a.s., zapsaná do obchodního rejstříku 18.6.1993. Objekt s okolními pozemky a rozestavěným srubem za 15 milionů koupil Jan Veselý, místopředseda Okrašlovacího spolku Kokořínska v roce 2015 a zahájil rekonstrukci.
V Památkovém katalogu Národního památkového ustavu je hotel Harasov veden jako památka ve 4. stupni ohrožení (havarijní stav).

## Obrázky

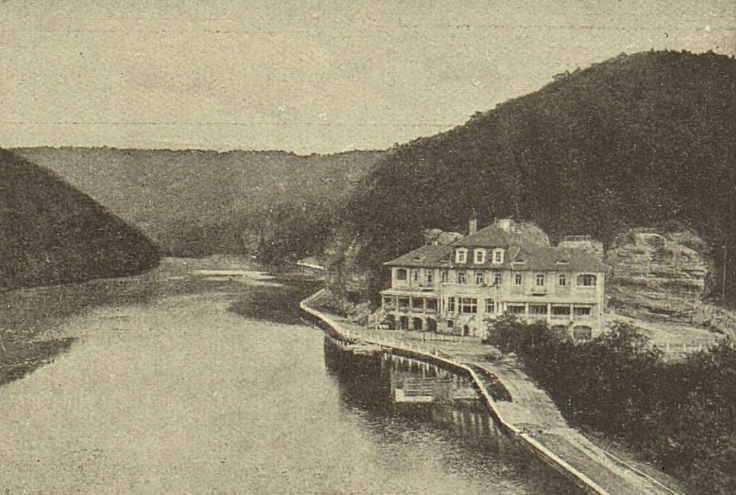
Hotel Harasov ve výstavbě (1912)
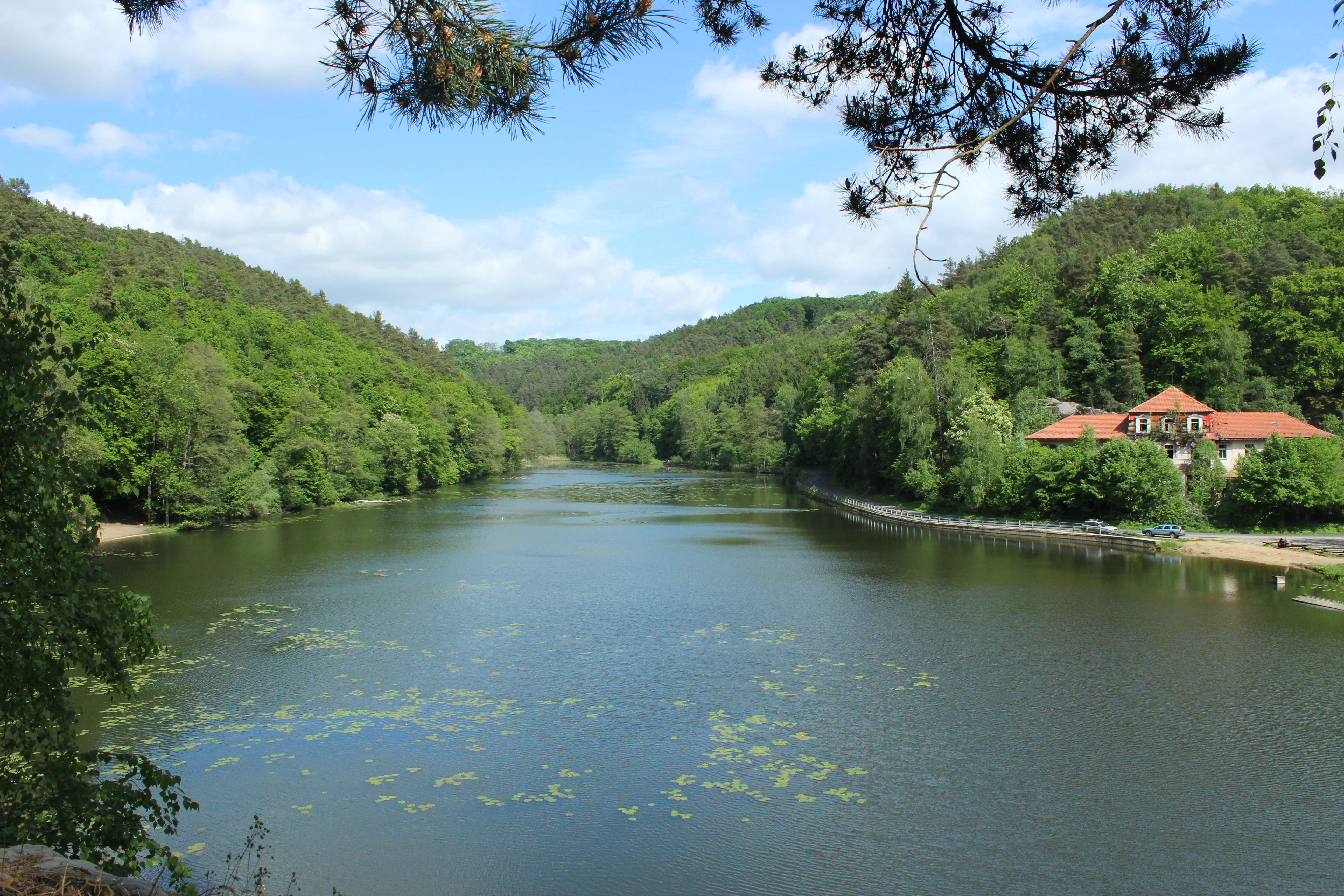
Celkový pohled na rybník a hotel v roce 2012
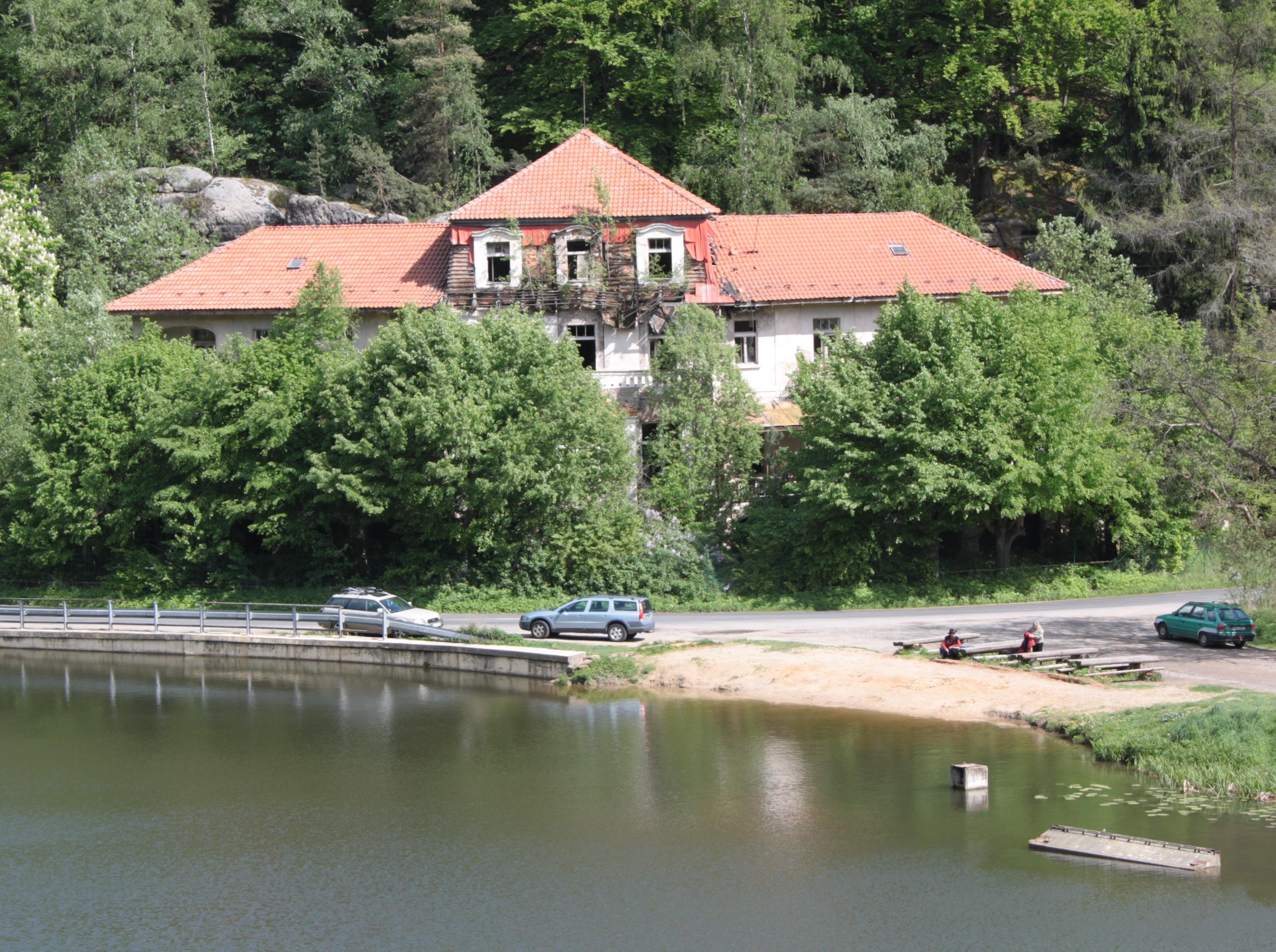
Stav hotelu v roce 2012
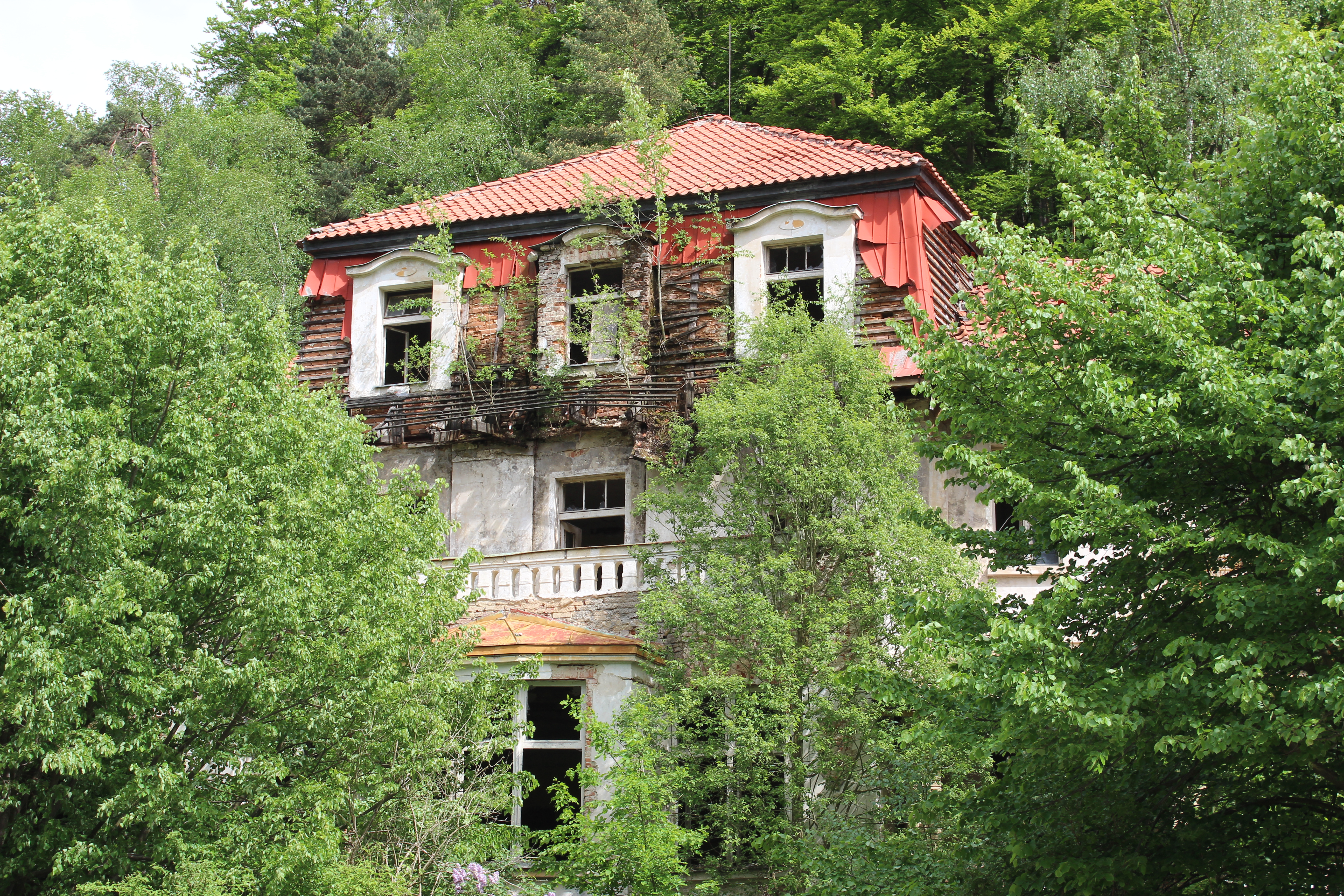
Stav hotelu v roce 2012
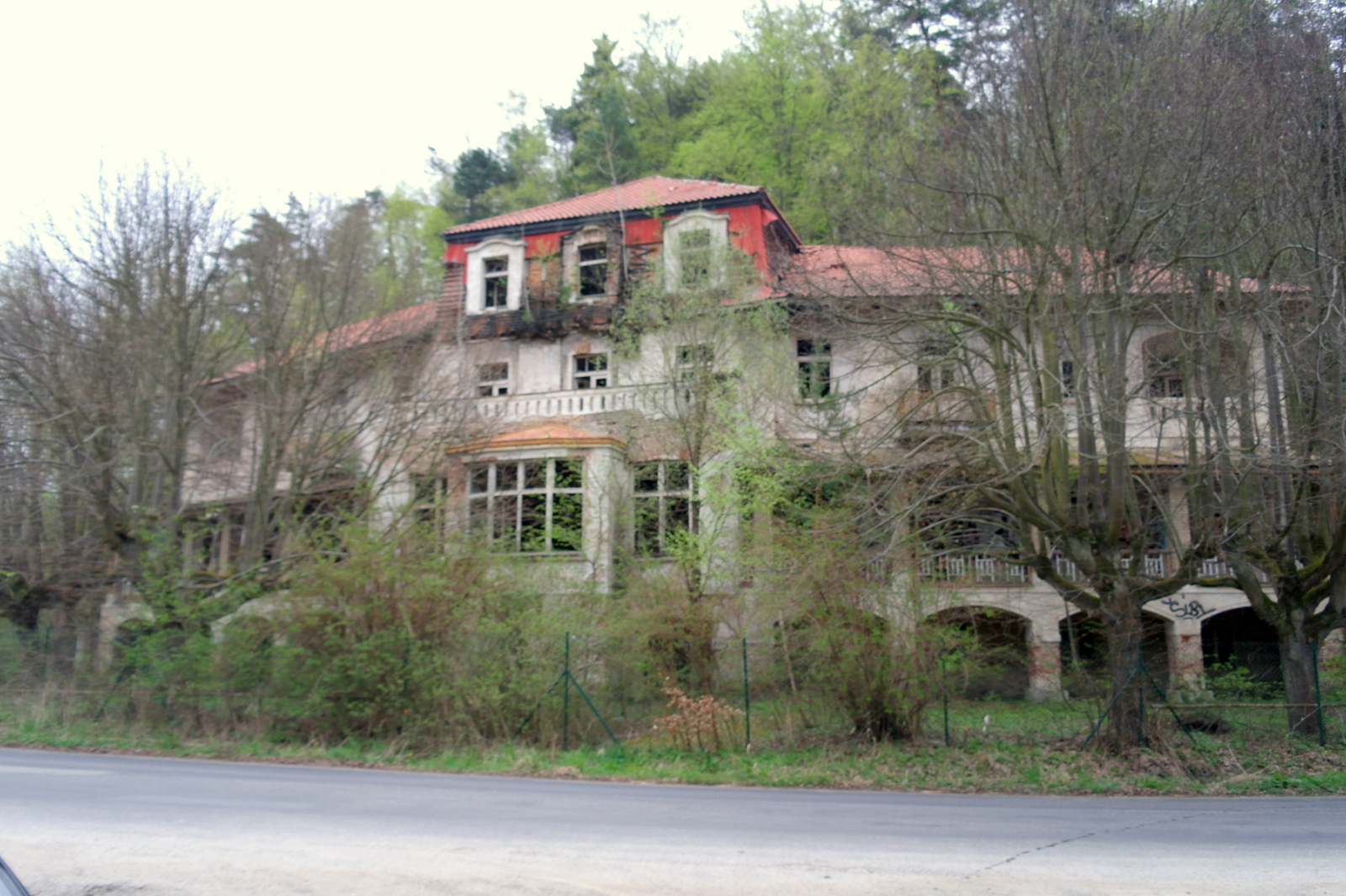
Stav hotelu v roce 2015
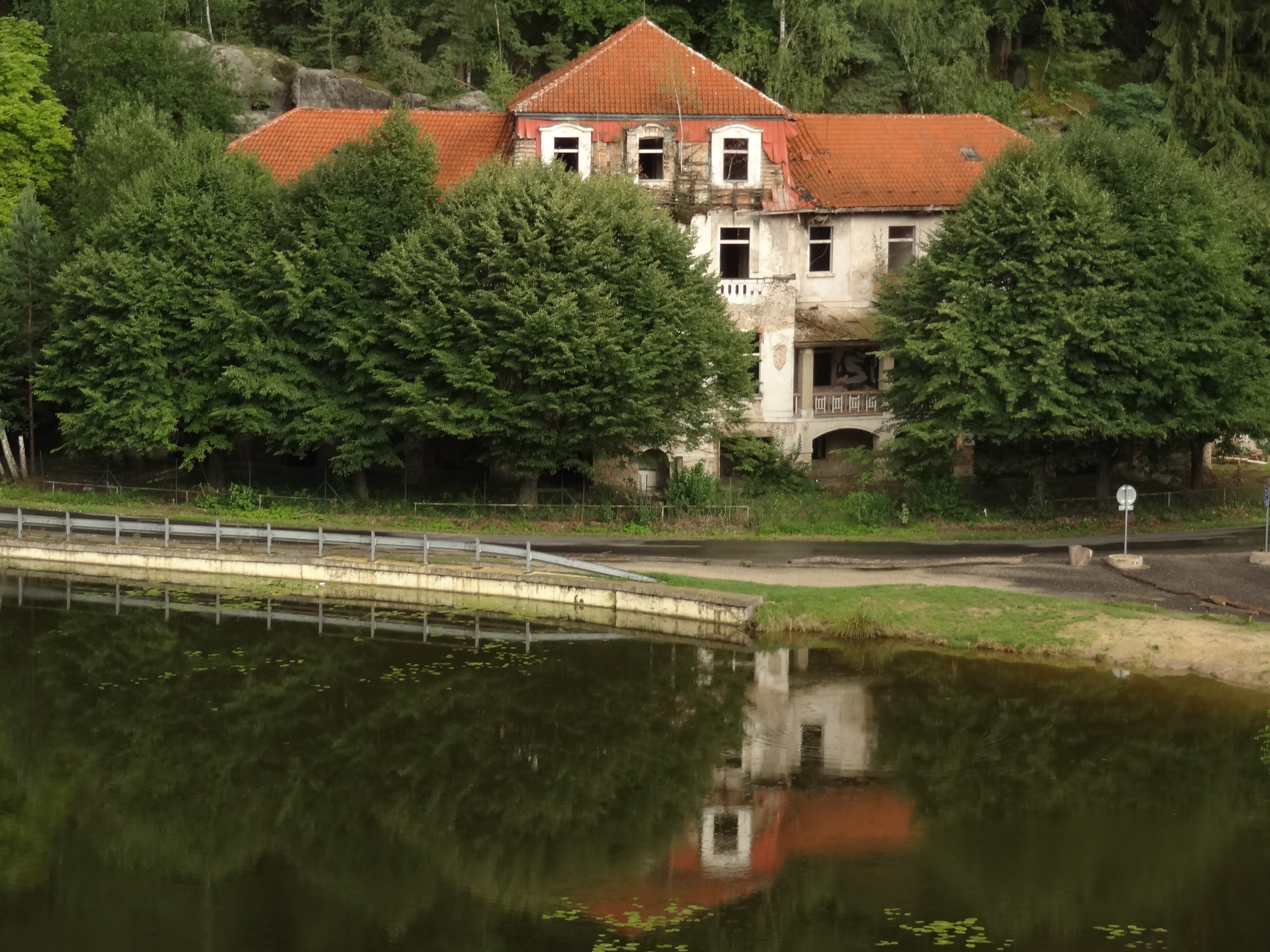
Stav hotelu v roce 2016
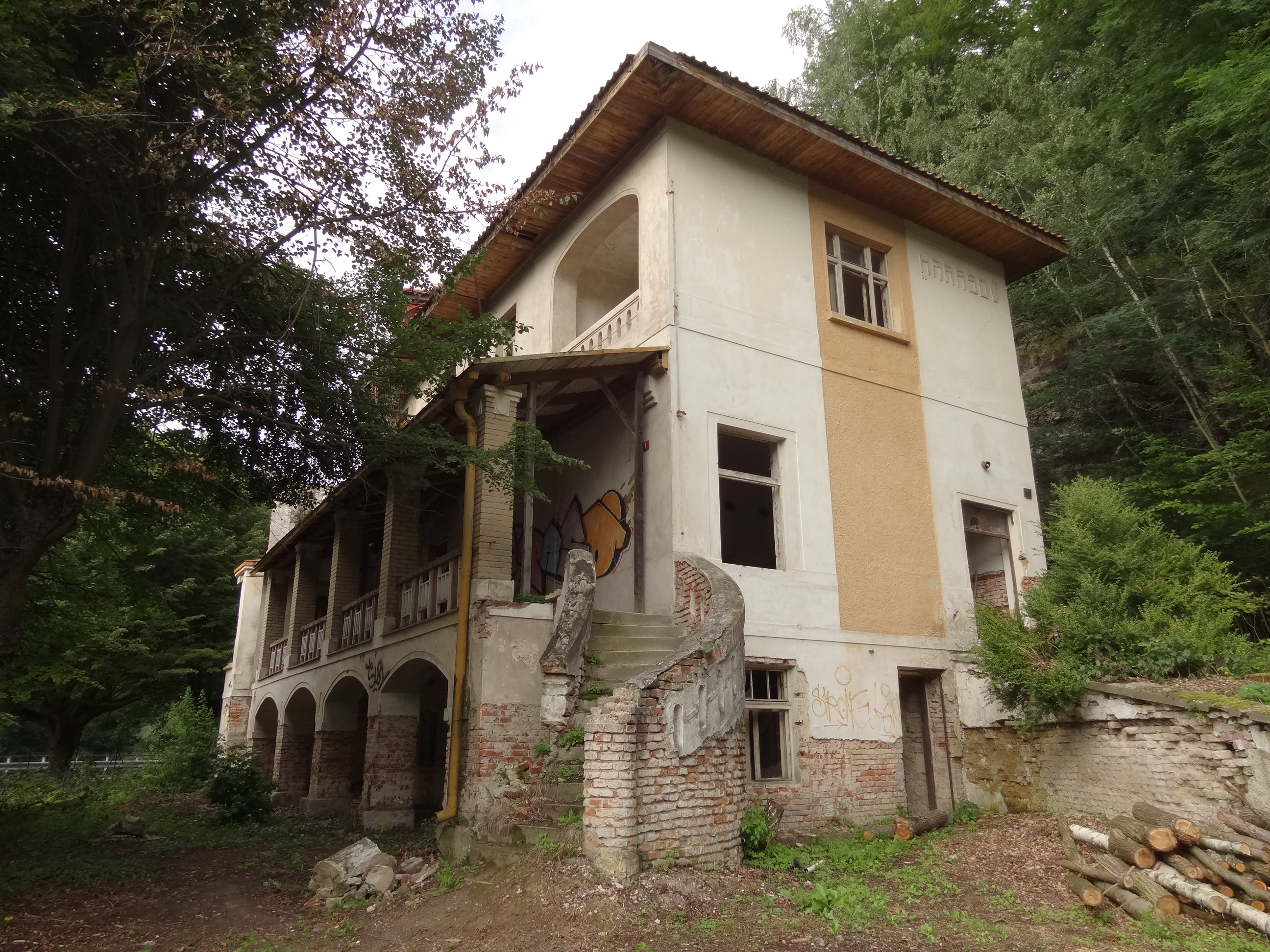
Stav hotelu v roce 2016
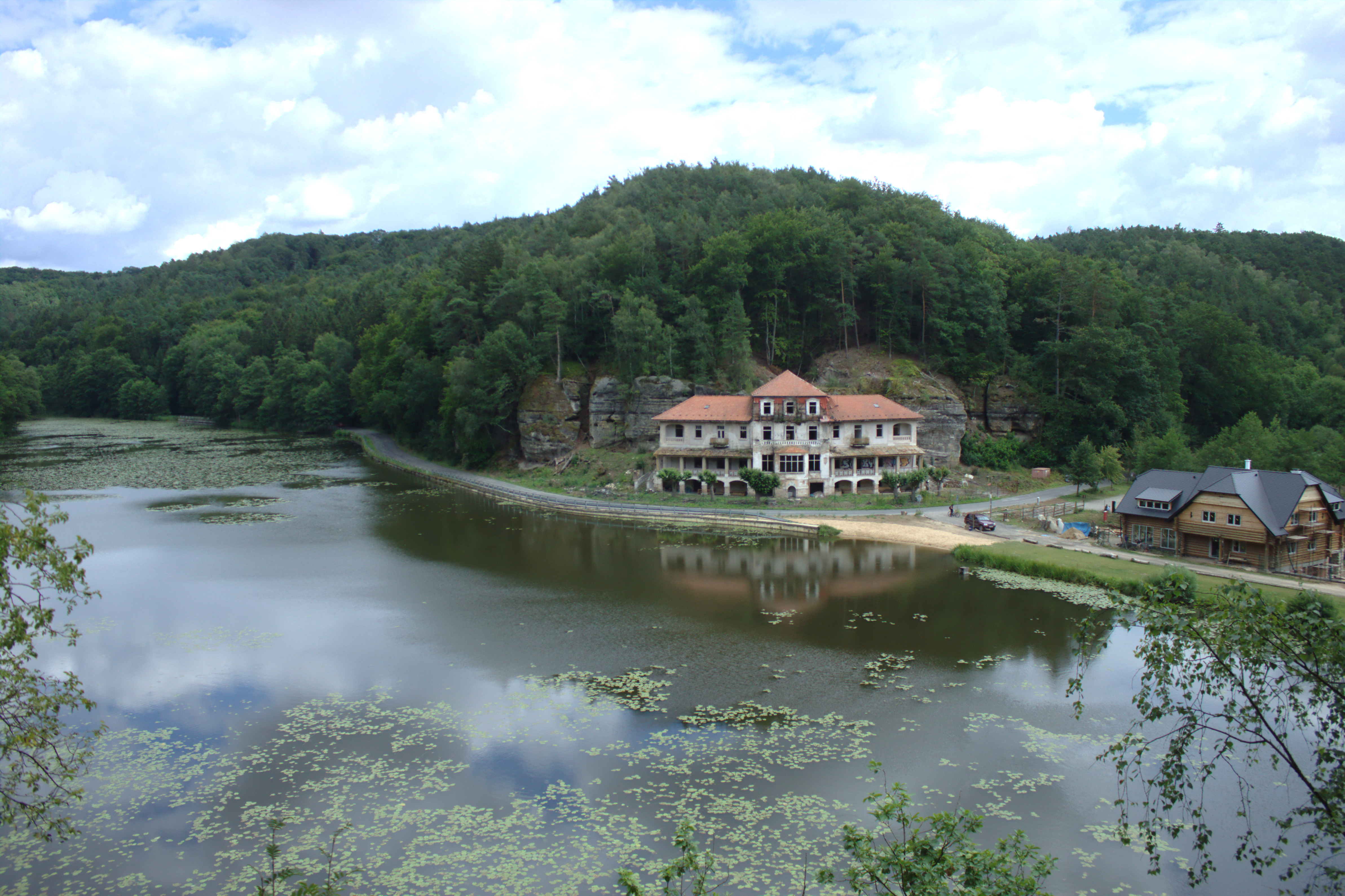
Stav hotelu v roce 2017